# José Fontanet
José Fontanet Petit (Barcellona, 22 luglio 1900 – Barcellona, 31 dicembre 1941) è stato un pallanuotista spagnolo.
Ha fatto parte della Spagna che ha partecipato al torneo di pallanuoto ai Giochi di Anversa 1920 e di Parigi 1924.